# Gräshoppsångare
Gräshoppsångare (Locustella naevia) är en fågel som tillhör familjen gräsfåglar (Megaluridae) som tidigare var en del av den idag uppdelade familjen sångare. Den häckar i buskmarker, gärna intill våtmarker eller vattendrag, i Europa och vidare österut till Mongoliet. Vintertid flyttar den till tropiska Afrika och Indien. Fågeln lever mycket tillbakadraget och ses ofta endast under den egenartade sången, en ofta flera minuter lång insektsliknande svirrande serie. IUCN kategoriserar den som livskraftig.

## Kännetecken

### Utseende
Gräshoppsångaren är en gråbrun sångare som mäter 12,5–13,5 centimeter och väger 14–20 gram. Könen uppvisar samma fjäderdräkt med olivbrun ovansida med mörka fläckar och gulvit undersida. Jämfört med sävsångaren har den endast en diffus antydan till ögonbrynsstreck, långa längsstreckade undre stjärttäckare och svagt fläckad övergump i samma färg som ryggen.
Den östligare träsksångaren är mycket lik gräshoppsångaren. Denna är dock mindre och mer kompakt med kortare stjärt. Den adulta fågeln är kraftigt mörkstreckad, även på undersidan av stjärten. Ovansidan är mattbrun med gråaktig ton och undersidan ljus. De mörka fläckarna är mer distinkt avgränsade än på gräshoppsångaren men det finns individuella skillnader. Även de nästan svarta tertialerna har tydligare avgränsade jämnbreda ljusa bräm.

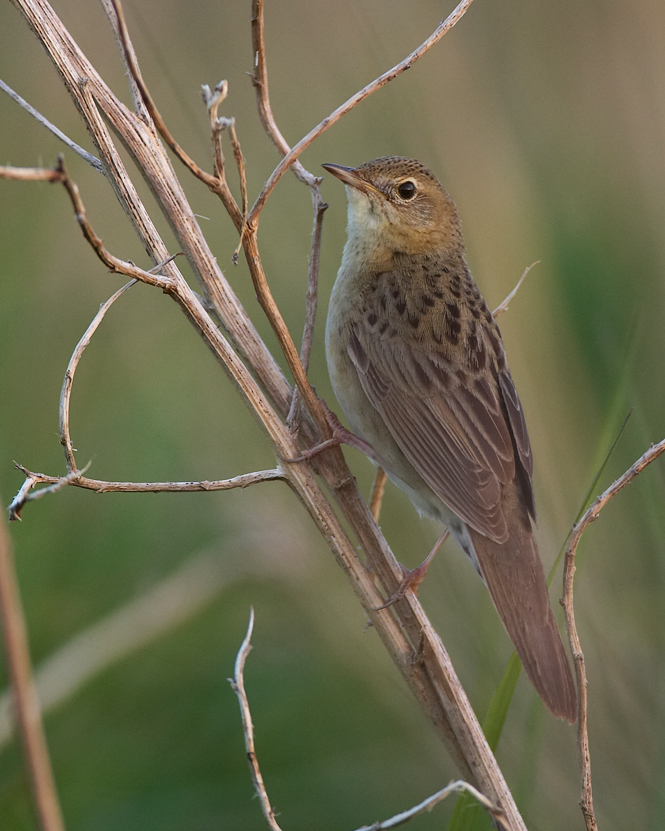

### Läte
Sången är ett intensivt ljudlig mekaniskt surrande "sirrrr..." som påminner om en gräshoppas ljud, vilket har givit fågeln dess namn. Den sjunger mest från sen skymning och under natten. Sången kan pågå i flera minuter och varierar i ljudstyrka efter hur fågeln vrider huvudet. Locklätet är ett vasst "psvitt". 

## Utbredning och systematik
Gräshoppssångaren häckar i Europa och Asien. I Europa häckar den från Irland i väster till norra Spanien i söder (förutom en liten lokal häckningspopulation i centrala Spanien), till norra Bottenviken i Finland vilket är dess nordligaste häckningsplats. Vidare häckar den i Asien främst i Ukraina och Belarus, Ryssland och Kazakstan och så lång österut som till Altaj och nordvästra Mongoliet. Det finns också en isolerad population väster om Kaspiska havet med bland annat en häckningsplats i östra Turkiet. Den är en flyttfågel och övervintrar i tropiska Afrika och i Indien.

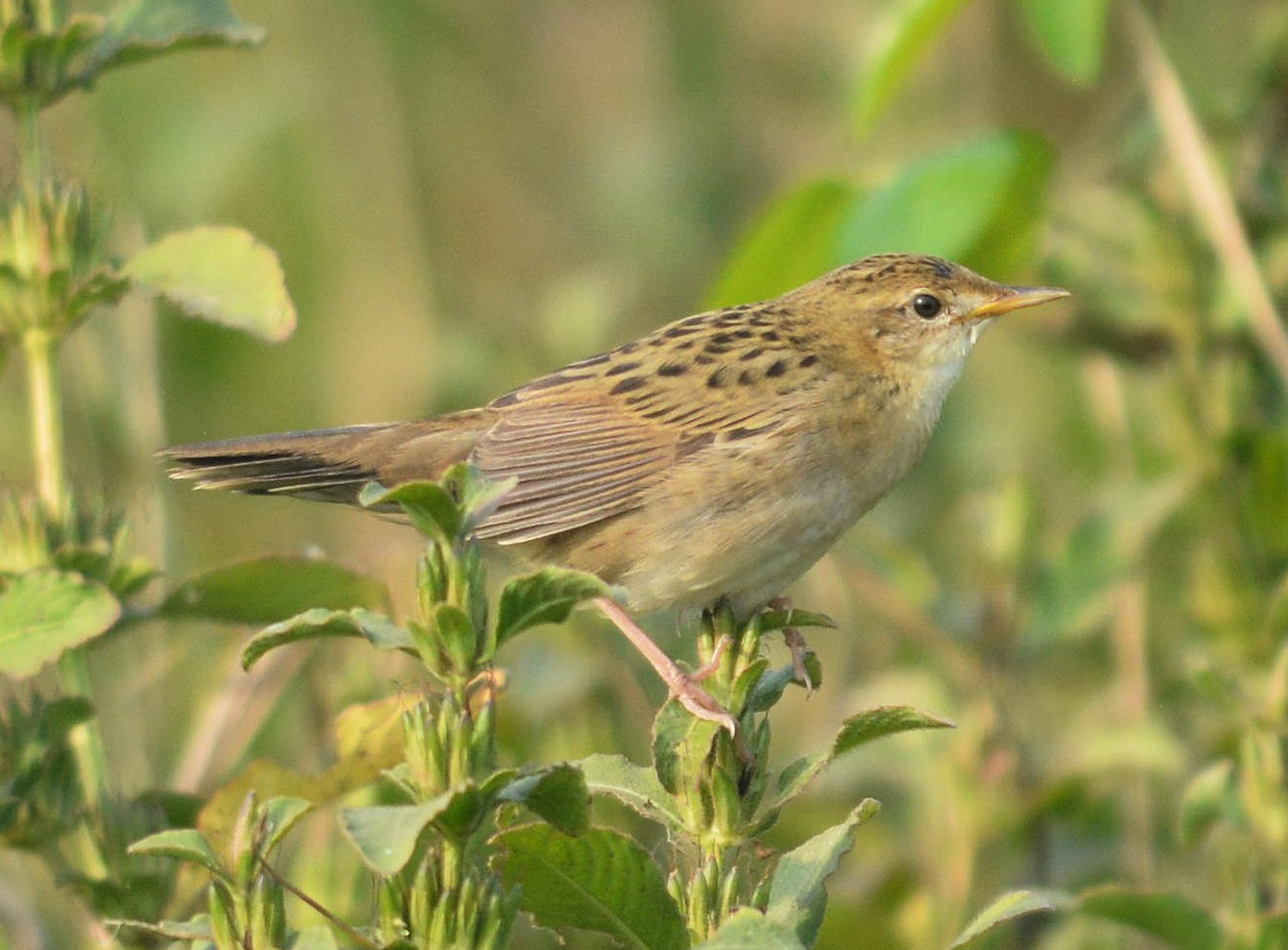
Övervintrande gräshoppsångare fotograferad i Indien.

Hur många underarter gräshoppsångaren bör delas in i är omstritt. Tongivande internationella auktoriteten Clements m.fl. urskiljer fyra  underarter, med följande utbredning:
- västlig gräshoppsångare[6] Locustella naevia naevia – häckar i Europa österut till västra Ryssland och Krimhalvön; flyttar vintertid till norra och västra Afrika
- Locustella naevia obscurior – häckar från Kaukasus till Georgien och norra Armenien; flyttar vintertid till nordöstra Afrika
- Locustella naevia straminea – häckar från västra Sibirien till västra Kina (Tianshan i västra Xinjiang)
- Locustella naevia mongolica – häckar från Kazakstan till Afghanistan och västra Mongoliet; flyttar vintertid till norra Indien

International Ornithological Congress (IOC) urskiljer istället tre, där mongolica inkluderas i straminea. I verket Handbook of Western Palearctic Birds (Shirihai & Svensson 2018) går författarna ett steg längre genom att inkludera obscurior i nominatformen. Även svenska BirdLife Sverige följer denna indelning.

### Förekomst i Sverige
Gräshoppsångaren etablerade sig i Sverige ganska sent och observerades första gången 1918. Den förekommer främst i södra och mellersta Sverige och vidare norrut utmed Norrlandskusten. Den flyttar i augusti-september och återkommer till Sverige i maj.

### Släktskap
Trots dess likhet med träsksångaren både i utseende och läten visar sentida genetiska studier att de inte är särskilt nära släkt. Istället är gräshoppsångaren närmare släkt med ett antal asiatiska arter som tidigare placerades i släktet Bradypterus, allra närmast långnäbbad smygsångare (Locustella major), men även brun smygsångare (L. luteoventris) och kinesisk smygsångare (L. tacsanowskia). Träsksångaren är istället systerart till en grupp där visserligen gräshoppsångaren ingår, men även de europeiska arterna flodsångare (L. fluviatilis) och vassångare (L. luscinioides) samt ett antal asiatiska Locustella-arter.

### Familjetillhörighet
Gräsfåglarna behandlades tidigare som en del av den stora familjen sångare (Sylviidae). Genetiska studier har dock visat att sångarna inte är varandras närmaste släktingar. Istället är de en del av en klad som även omfattar timalior, lärkor, bulbyler, stjärtmesar och svalor. Idag delas därför Sylviidae upp i ett flertal familjer, däribland Locustellidae.

## Ekologi

### Biotop och föda
Gräshoppsångaren lever främst i fuktiga till halvtorra öppna biotoper med tät undervegetation. Den föredrar ängsmark och tuvängar med enstaka buskar och gärna i anslutning till våtmarker. Den förekommer även i andra öppna landskap med tät undervegetation som vid flodstränder, större diken, i våtmarksutkanter och på hedar. Arten är skygg, håller sig helst på marken och undviker att flyga och springer istället undan i den täta vegetationen. Den är därför svår att observera och märks mest i samband med sången. Den lever av spindlar, blötdjur, insekter och deras larver. 

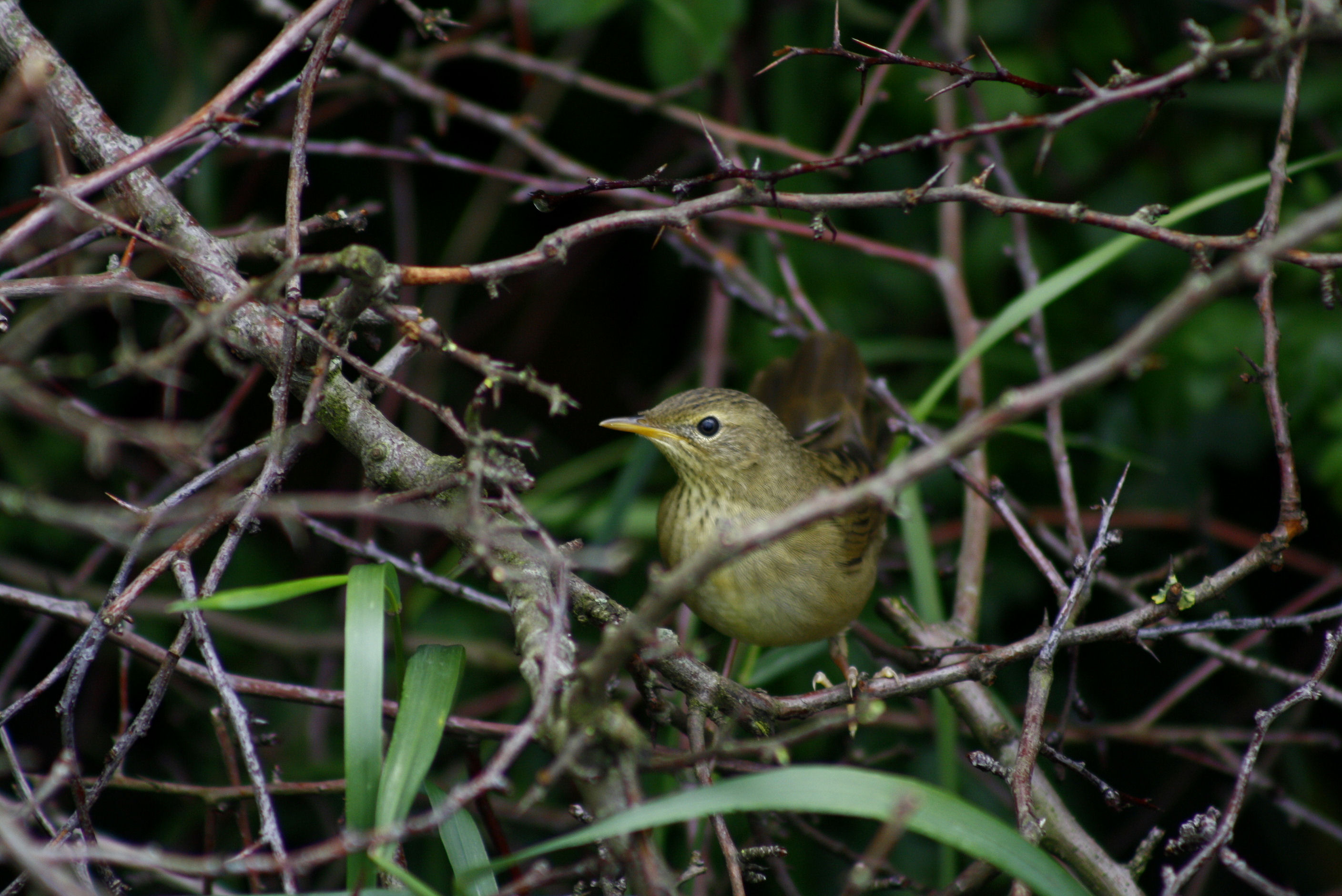
Gräshoppsångare fotograferad i Skottland.

### Häckning

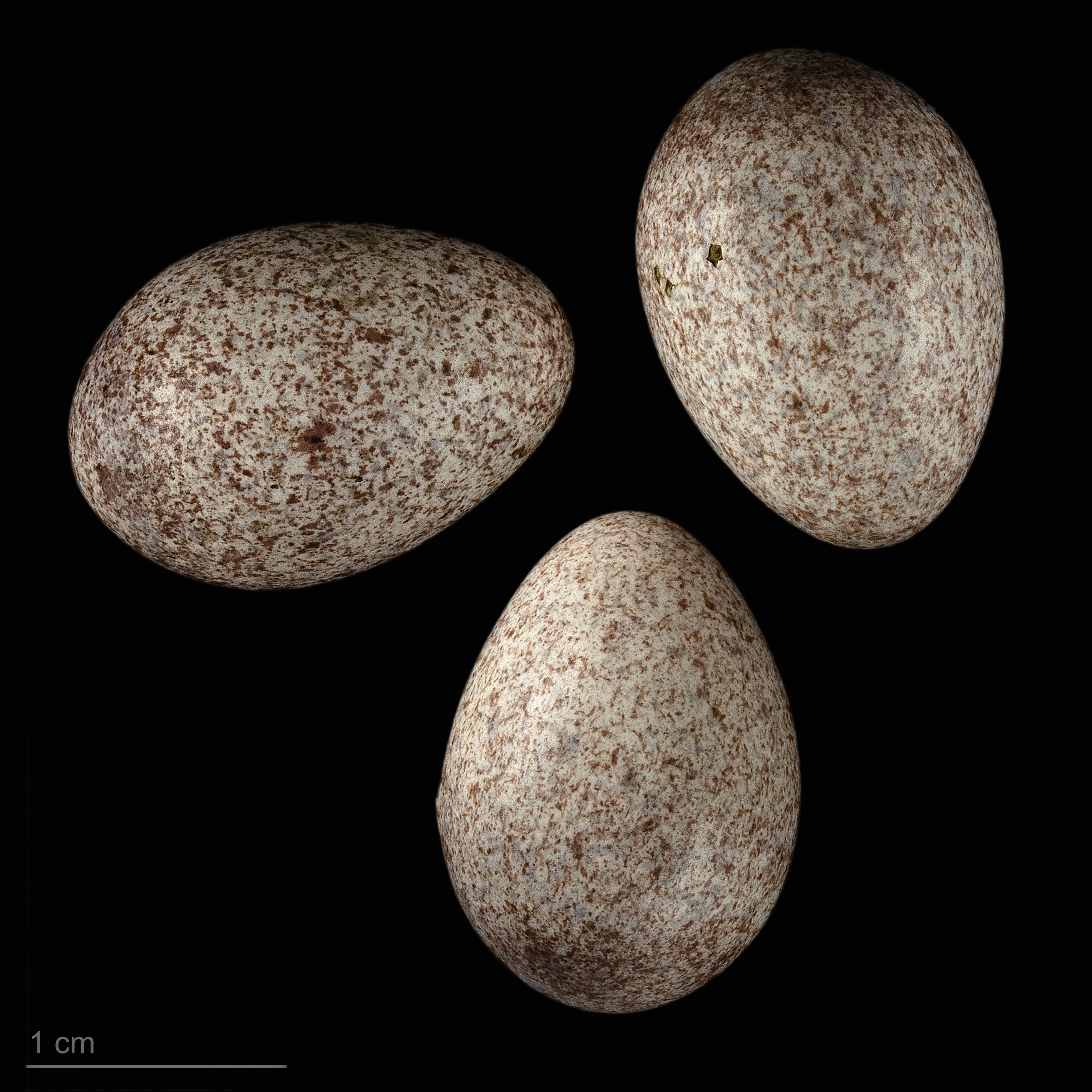
Locustella naevia

Gräshoppsångaren blir könsmogen efter ett år. Den huvudsakliga häckningstiden är maj till juli. Den bygger ett skålformat bo av strån, löv och gräs som göms väl i tät växtlighet på eller nära marken. Honan lägger fem till sex vitviolett fläckiga ägg som båda föräldrar ruvar i tolv till 14 dagar. Ungarna stannar i elva till tolv dagar i boet, de matas av båda föräldrarna och ungarna lämnar ofta boet innan de är fullt flygfärdiga. Den kan lägga två kullar per säsong.

## Status och hot
Gräshoppsångaren har ett stort utbredningsområde, men tros minska i antal, dock inte tillräckligt kraftigt för att den ska betraktas som hotad. Internationella naturvårdsunionen IUCN listar arten som livskraftig (LC).  Världspopulationen uppskattas till mellan 1 810 000 och 3 210 000 könsmogna individer.
Även i Sverige anses beståndet vara livskraftigt. Populationen har minskat med 55–85 % på 30 års sikt, men bedöms ha varit stabil under de senaste tio åren. Mellan 5 400 och 13 200 reproduktiva individer tros förekomma i landet.